# SN 2002ey
SN 2002ey – supernowa typu Ia odkryta 3 września 2002 roku w galaktyce A231012+0732. W momencie odkrycia miała maksymalną jasność 17,70m.